# Hankyu Imazu-lijn
De Hankyu Imazu-lijn  (阪急今津線, Hankyū Imazu-sen) is een spoorlijn tussen de steden Nishinomiya en Takarazuka in Japan. De lijn maakt deel uit van het netwerk van het particuliere spoorbedrijf Hankyu in de regio Osaka-Kobe-Kioto. 
Het noordelijke en zuidelijke gedeelte van de lijn zijn niet verbonden met elkaar, waardoor er geen enkele trein de hele lijn berijdt.

## Geschiedenis
In 1921 werd het gedeelte van Takarazuka naar Nishinomiya-Kitaguchi geopend onder de naam Nishi-Takarazuka-lijn, in 1929 werd het gedeelte van Nishinomiya-Kitaguchi naar Imazu geopend.

## Treindiensten
- Rinji-Kyūkō (通勤急行, sneltrein)
- Junkyū (準急, sneltrein) rijdt tussen Takarazuka en Umeda in het weekend.
- Futsu (普通, stoptrein) stopt op elk station.

## Stations
| Station                | Japans   | Verbindingen                                         | Wijk        | Stad        | Prefectuur |
| ---------------------- | -------- | ---------------------------------------------------- | ----------- | ----------- | ---------- |
| Zuidelijke gedeelte    |          |                                                      |             |             |            |
| Imazu                  | 今津     | Hanshin: Hanshin-lijn                                | Nishinomiya | Nishinomiya | Hyogo      |
| Hanshin-Kokudō         | 阪神国道 |                                                      | Nishinomiya | Nishinomiya | Hyogo      |
| Nishinomiya-Kitaguchi  | 西宮北口 | Hankyu: Kobe-lijn, Imazu-lijn (Noordelijke gedeelte) | Nishinomiya | Nishinomiya | Hyogo      |
| Noordelijke gedeelte   |          |                                                      |             |             |            |
| Nishinomiya-Kitaguchi  | 西宮北口 | Hankyu: Kobe-lijn, Imazu-lijn (Noordelijke gedeelte) | Nishinomiya | Nishinomiya | Hyogo      |
| Mondo-Yakujin          | 門戸厄神 |                                                      | Nishinomiya | Nishinomiya | Hyogo      |
| Kōtōen                 | 甲東園   |                                                      | Nishinomiya | Nishinomiya | Hyogo      |
| Nigawa                 | 仁川     |                                                      | Takarazuka  | Takarazuka  | Hyogo      |
| Obayashi               | 小林     |                                                      | Takarazuka  | Takarazuka  | Hyogo      |
| Sakasegawa             | 逆瀬川   |                                                      | Takarazuka  | Takarazuka  | Hyogo      |
| Takarazuka-Minamiguchi | 宝塚南口 |                                                      | Takarazuka  | Takarazuka  | Hyogo      |
| Takarazuka             | 宝塚     | JR West: Fukuchiyama-lijn Hankyu: Takarazuka-lijn    | Takarazuka  | Takarazuka  | Hyogo      |